# ناتانیل شیلکرت
ناتانیل شیلکرت (انگلیسی: Nathaniel Shilkret؛ ‏ ۲۵ دسامبر ۱۸۸۹ – ۱۸ فوریهٔ ۱۹۸۲) آهنگساز، ترانه‌سرا، رهبر ارکستر، موسیقی‌دان و نوازنده پیانو اهل ایالات متحده آمریکا بود.
از فیلم‌هایی که وی در آن‌ها نقش داشته‌است، می‌توان به پرونده قتل لورل-هاردی، هیچ‌چیز بجز دردسر، شهره شهر نیویورک و دختر کولی اشاره نمود.